# 普羅斯珀 (北達科他州)
普羅斯珀（英語：Prosper）是位於美國北達科他州卡斯縣的非建制地區。

## 歷史
普羅斯珀的郵局於1913年設立，其後於1968年停運。

## 地理
普羅斯珀所處的海拔為高於海平面275米（即902英呎），而該地所採用的時區為UTC-6，即北美中部时区（CST）。同時該地設有夏令時間，為UTC-6調快一小時，即UTC-5（CDT）。